# (29635) 1998 VP5
1998 في بي 5 (ويعرف أيضًا باسم (29635) 1998 في بي 5 وفق تسمية الكوكب الصغير) (بالإنجليزية: 1998 VP5)‏ هو كويكب ضمن حزام الكويكبات؛ وترتيبه 29635 من حيث الاكتشاف.
اكتُشف هذا الجُرم الفلكي بواسطة تيتسوؤو كاغاوا في 9 نوفمبر 1998.

## وصلات خارجية
- (29635) 1998 VP5 في قاعدة بيانات مختبر الدفع النفاث لأجرام النظام الشمسي الصغيرة

- الاكتشاف · مخطط المدار ·  العناصر المدارية · المعلمات المادية

- (29635) 1998 VP5 على موقع ويكي سكاي: DSS2, SDSS, GALEX, IRAS, Hydrogen α, X-Ray, Astrophoto, Sky Map, Articles and images